# Jovens com uma Missão
Jovens Com Uma Missão (JOCUM) é uma organização cristã evangélica interdenominacional, empenhada na mobilização de jovens de todas as nações para a obra missionária.

## História
Jovens Com Uma Missão foi concebido em 1956 por Loren Cunningham, um estudante de 20 anos no instituto de Teologia de Assembleias de Deus nos Estados Unidos. Ao viajar para Bahamas, ele teve uma visão de uma organização que compartilharia a Boa Nova do Reino de Deus em todos os continentes.
A organização foi fundada em 1960 por Loren Cunningham, e Darlene, sua esposa.
Em 1964, a organização tornou-se não denominacional.
No Brasil, as atividades foram iniciadas em 1975 através do casal americano Jim e Pamela Stier, em Contagem (MG). Hoje a Missão conta com 53 Escritórios e Centros de Treinamento Missionário espalhados por todas as regiões do Brasil.
Jovens Com Uma Missão tem ênfase na mobilização de cristãos para a proclamação da mensagem de Jesus Cristo. Reúne para isto pessoas diferentes trabalhando nas mais diferentes atividades evangelísticas. Entre os missionários, podem ser encontrados jovens, famílias, aposentados, universitários recém-formados e pós-graduados, pessoas vindas de mais de 100 países e denominações evangélicas diferentes, novos crentes, pastores e líderes de igrejas com muitos anos de experiência.
Atualmente são aproximadamente 18.000 missionários, destes 1.300 brasileiros, trabalhando integralmente em mais de 1.200 centros de atividades missionárias permanentes, em 180 países.
Anualmente estima-se que mais de 25.000 pessoas participem dos programas de curto prazo e Escolas de Treinamento.